# Paul Nicholson (jugador de dardos)
Paul Michael Nicholson (10 de mayo de 1979) es un ex jugador de dardos profesional británico - australiano que jugó en eventos de Professional Darts Corporation.  Ganó un evento importante, la Final del Campeonato Players 2010, donde derrotó a Mervyn King en la final.  También fue el subcampeón ante Phil Taylor en los Championship League Darts de 2011, y fue parte del equipo de Australia que perdió a muerte súbita a tiros ante Inglaterra en la final de la Copa Mundial de Dardos 2012 del PDC.  También trabaja como comentarista deportivo, de radio y televisión. 

## Carrera

### 2008/2009
Antes de unirse al PDC Pro Tour, Nicholson fue uno de los mejores jugadores en el circuito del Gran Premio de Australia, ganando 15 títulos en 2008.  Sus actuaciones lo llevaron a la cima del ranking DPA y le valieron un lugar en el Grand Slam of Darts de 2008.  Fue seleccionado en el Grupo H con Kevin Painter, Darryl Fitton y el número uno de la WDF, Gary Anderson.  Nicholson causó una sorpresa, ya que venció a Anderson 5-4 en su primer juego de grupo.  Esto fue a pesar del constante abucheo de la multitud, que comenzó a cantar "¿Quién eres?" durante su participación y después de sus primeros tres dardos, que fueron un máximo de 180, se llevó el dedo a la boca ante la multitud, lo que provocó que la multitud lo abucheara casi cada vez que lanzaba sus dardos.  A pesar de vencer a Anderson, las derrotas ante Fitton y Painter lo eliminaron en la fase de grupos.   

### 2011
En el Campeonato Mundial de 2011, Nicholson continuó llegando a la segunda ronda.  Ganó su primer título desde enero de 2010 al ganar el Crawley Players Championship (1) al vencer a Adrian Lewis 6-4. También se enfrentó en un choque de semifinales con Gary Anderson derrotándolo 6-5.

### 2012
Nicholson llegó a los últimos 16 del Campeonato Mundial 2012 al registrar victorias de 3-1 y 4-0 sobre Mensur Suljović y Alan Tabern respectivamente.  Luego jugó con el belga Kim Huybrechts y ganó el primer set, antes de perder 12 de las siguientes 14 etapas para salir del torneo 1-4.  Alcanzó el 21% de sus dobles en el partido. 

## Resultados del campeonato mundial

### PDC
- 2009: cuartos de final (perdidos ante James Wade 3–5)
- 2010: Primera ronda (perdida para Terry Jenkins 2–3)
- 2011: Segunda ronda (perdida por Peter Wright 2–4)
- 2012: Tercera ronda (perdida por Kim Huybrechts 1–4)
- 2013: Segunda ronda (perdida por Robert Thornton 3–4)
- 2014: Segunda ronda (perdida por Kevin Painter 0–4)
- 2015: Primera ronda (perdida para Benito van de Pas 2–3)
- 2019: Primera ronda (perdida por Kevin Burness 0–3)

## Asociación a CM Punk
Durante su enfrentamiento en su partido de segunda ronda contra Raymond van Barneveld en el World Matchplay de 2011, Nicholson imitó al exluchador de la WWE CM Punk al tener marcadas las X en sus manos, y también levantó una bufanda Nexus. Sin embargo, perdió el partido, 13-9.  Luego, cuando conoció a Phil Taylor, una vez más imitó a CM Punk durante su jugada, usando su postura característica en una rodilla, gritando "Es hora de golpear" y golpeando el aire.  Durante el paseo de Taylor, Nicholson se sentó al estilo indio en el escenario, otro rasgo de CM Punk , en un intento de enojar a Taylor.